# Jules Tyck
Jules Ghislain Jacques Tyck (Anversa, 26 aprile 1889 – Hauteville, 21 ottobre 1924) è stato un militare e aviatore belga, che fu un pioniere dell'aviazione, e vincitore del Giro aereo del Belgio del 1911. Primo pilota ad arruolarsi volontario nell'esercito belga corso della prima guerra mondiale.

## Biografia

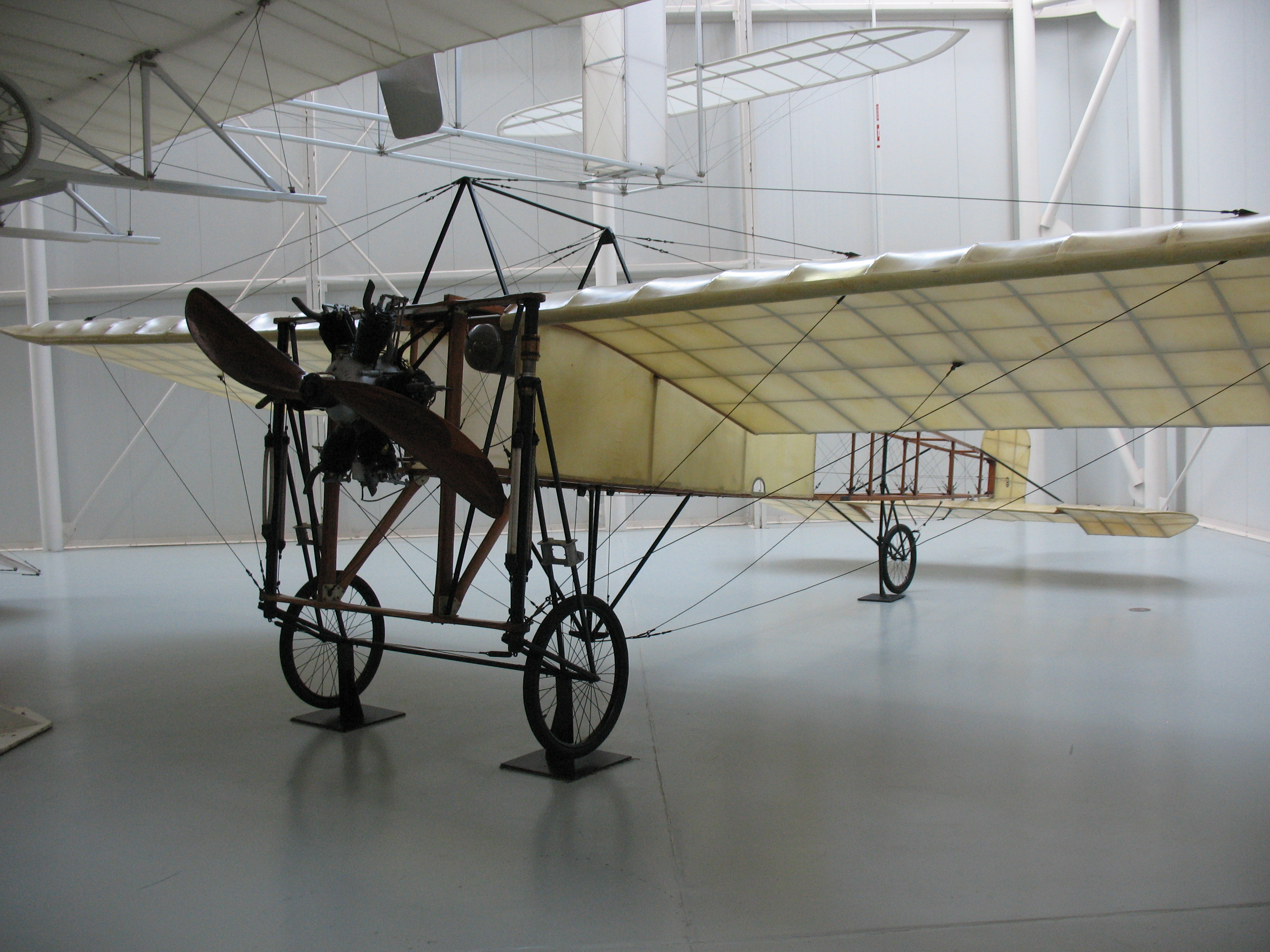
Un velivolo Blériot XI

Nacque ad Anversa il 26 aprile 1889. Membro del Motor Club di Anversa, nel 1906 e 1907 prese parte, non senza successo, alle corse motociclistiche. Ispirato dai primi raduni aeronautici in Belgio (compresa la Settimana di volo di Anversa dal 23 ottobre al 2 novembre 1909), frequentò la scuola di volo Louis Blériot di Pau ottenendo la licenza di pilota FAI belga numero 8 il 7 maggio 1910. Qui ha incontrato il suo amico di sempre Jan Olieslagers.
Acquistò un monoplano Blériot XI e iniziò la carriera di pilota nel circuito delle riunioni e delle dimostrazioni di volo. Tra il 22 e il 26 maggio 1910 partecipò alla Settimana d'aviazione di Monaco di Baviera.  A quanto pare nacque una collaborazione con il barone Pierre de Caters perché i due piloti parteciparono insieme ad alcuni raduni all'estero. Nel luglio 1910 i due erano a Karlovy Vary in Cecoslovacchia, e più tardi quel mese a Stockel. Il 1° agosto stabilì il nuovo record mondiale di altitudine. durante la settimana di volo a Bruxelles-Stockel raggiungendo i 1.700 metri, 176 metri in più del precedente record di Olieslagers. Fu accolto nella sua città natale, Anversa, e in cambio effettuò un volo sopra il centro della città, diventando così il primo a farlo su un "aereo più pesante dell'aria".
Nel novembre 1910, insieme a de Caters, effettuò un viaggio nell'India britannica al fine di promuovere l'aviazione commerciale e sondare il potenziale del mercato locale. Dopo aver volato ad Allabad, il 29 dicembre 1910 volò per primo sopra la città di Calcutta e stabilì il record indiano di altitudine a 213 metri. I due piloti girarono l'India e volarono a Bangalore (3 febbraio) e Secunderabad.  I due aviatori ritornarono in Belgio a metà febbraio del 1911.
Nella prima metà di maggio di quell'anno fu uno dei piloti durante la settimana di volo di Peronnes-lez-Binche e nella seconda metà di  maggio volò a Sint-Agatha-Berchem e a Soesterberg, nei Paesi Bassi. Fu il primo a sorvolare la città di Granada, in Spagna, il 20 giugno 1911.  Tra il 6 e il 15 agosto 1911 partecipò al Giro aereo del Belgio (Tour de Belgique), vincendolo.
Nell'ottobre 1912 diede dimostrazioni di volo a Mechelen con Jan Olieslagers e Paul Anciaux.
All'inizio del 1913 annunciò che avrebbe smesso di volare, avendo probabilmente deciso, proprio come de Caters, che si trattava di un hobby costoso per cui spendeva più di quanto guadagnava. Prese parte a diverse competizioni automobilistiche nel 1913 e nel 1914.
Quando la Germania invase il Belgio, il 4 agosto del 1914, si arruolò subito volontario nella Compagnie de Aviateurs. I primi due piloti furono lui e Olieslagers. 
Non avendo più un aereo ricevette uno dei tre Blériot XI che Jan Olieslagers aveva donato all'esercito belga. Effettuò missioni di ricognizione che di osservazione del tiro di artiglieria, e poi ai primi combattimenti aerei armato di pistola. Con il suo aereo precipitò durante l'atterraggio a Wilrijk il 14 agosto 1914. Il velivolo andò distrutto, mentre il pilota rimase illeso. Il 14 febbraio 1916 si unì alla 1éme Escadrille de chasse dotata dei caccia Nieuport 10. L'anno e mezzo trascorso al fronte lo aveva esaurito sia fisicamente che mentalmente tanto, che su sua richiesta, fu congedato il 30 aprile 1916. Aveva prestato servizio in 129 missioni di guerra e sostenuto 14 combattimenti aerei.
Si stabilì a Hauteville, in Francia, dove morì il 21 ottobre 1924 all'età di trentasette anni, presumibilmente in seguito ad una malattia contratta durante la guerra. La salma fu trasferita ad Anversa e inizialmente sepolta nel cimitero di Kiel. Quando il cimitero chiuse nel 1936, la sua tomba fu trasferita al cimitero di Schoonselhof. La tomba si trova nel lotto Y, fila 22.